# Pasaporte egipcio
El Pasaporte egipcio (en árabe: جواز السفر المصري‎) es un documento que se expide a ciudadanos nacionales de Egipto con fines de viajes internacionales. Además de servir como prueba de ciudadanía egipcia, facilitan el proceso de obtener asistencia de los funcionarios consulares egipcios en el extranjero si es necesario. Los pasaportes egipcios son válidos por siete años para adultos, y se expiden por períodos menores para estudiantes escolares o universitarios, o aquellos que no han finalizado su condición de reclutamiento militar. A partir de 2008, el gobierno egipcio introdujo un nuevo pasaporte legible por máquina (PLM), con el fin de cumplir con los estándares y requisitos de pasaportes internacionales con 96.7% de conformidad con el Documento 9303. de la OACI Los pasaportes más nuevos ofrecen una mayor seguridad y parámetros antifalsificación de última generación y tienen una cubierta blanda.

## Características del pasaporte

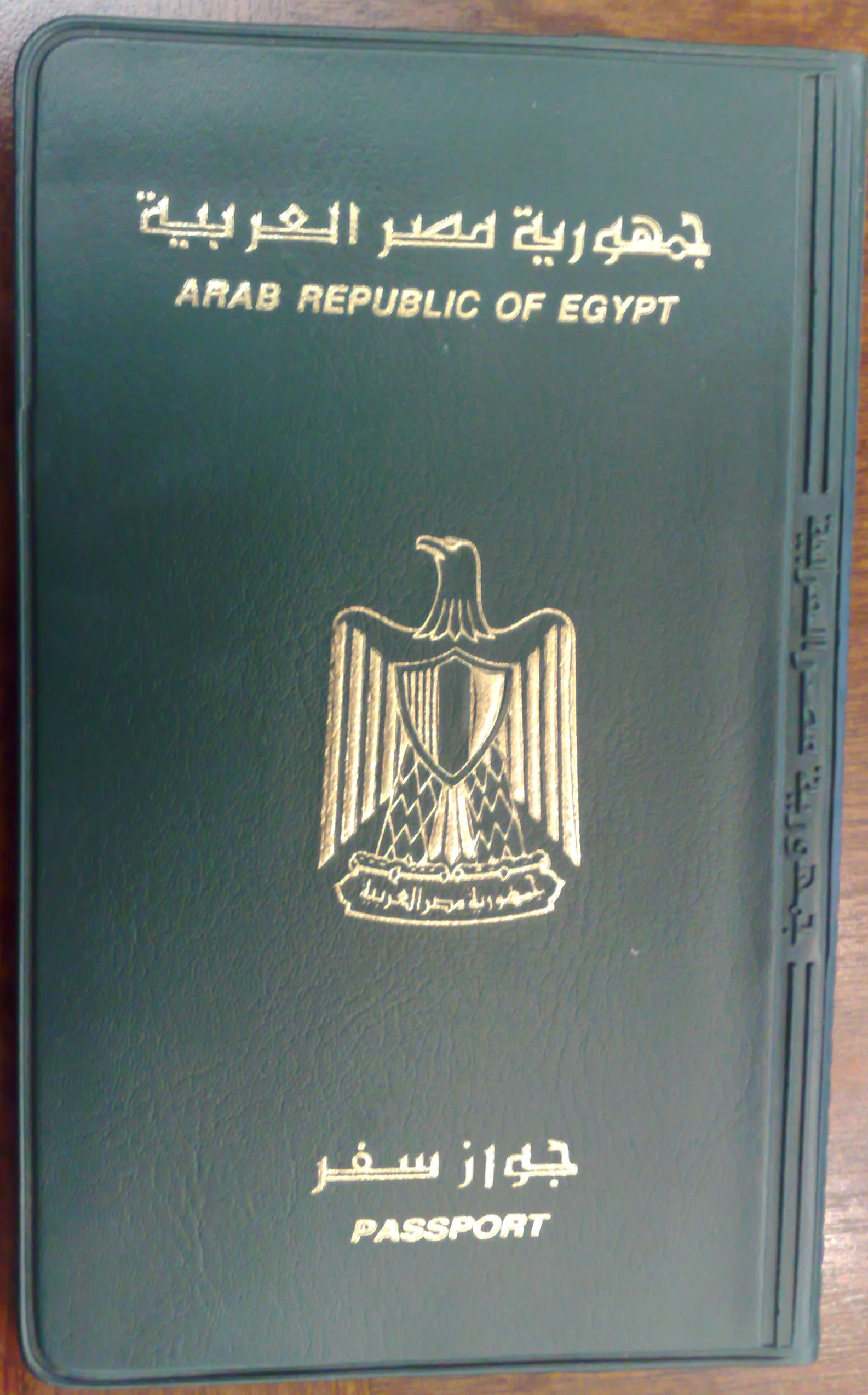
Portada del anterior pasaporte egipcio

Los pasaportes egipcios son de color verde oscuro, con los escudos de armas egipcios estampados en el centro de la portada. La palabra "جواز سفر • PASAPORTE" (el primero es el equivalente árabe) está inscrita debajo del escudo de armas, y "جمهورية مصر العربية • REPÚBLICA ÁRABE DE EGIPTO" arriba. El pasaporte contiene 52 páginas. Los pasaportes se abren desde su extremo derecho y sus páginas se organizan de derecha a izquierda. 

## Requisitos de emisión
Los pasaportes egipcios generalmente se emiten a ciudadanos egipcios por un período de siete años. Para solicitar un pasaporte, se requiere una tarjeta de identificación nacional egipcia o un certificado de nacimiento computarizado para los menores de 16 años. Los estudiantes deben presentar evidencia de inscripción al momento de la solicitud. Algunas categorías de solicitantes, principalmente los solicitantes por primera vez que no son estudiantes o pensionistas, deben pagar una garantía en el momento de la solicitud. Los solicitantes con antecedentes de viajes frecuentes están exentos de este requisito. 

### Autoridades emisoras
Todos los pasaportes egipcios son emitidos por las oficinas de documentos de viaje del Ministerio del Interior, la Administración de Inmigración y Nacionalidad (TDINA) o por un consulado egipcio en el extranjero. El nuevo MRP actualmente se emite solo en Egipto y las embajadas y consulados egipcios en el extranjero solo pueden recibir solicitudes y devolver los pasaportes a los solicitantes, pero no pueden imprimir documentos legibles por máquina, y solo pueden emitir pasaportes de emergencia escritos a mano si es necesario. Una solicitud de pasaporte hecha en Londres, por ejemplo, se enviaría a las autoridades de El Cairo, pero la autoridad emisora sería la embajada egipcia en Londres.
En raras ocasiones, hay un problema con los pasaportes externos, pero comúnmente para quienes viven en el extranjero. Cuando sucede, es un problema largo. Si una embajada egipcia en Estados Unidos permite una extensión del pasaporte allí, para permitir que el titular del pasaporte viaje de regreso a Egipto y lo actualice durante los 7 años solicitados, requerirá medidas de seguridad del Consulado en Estados Unidos que detallen la extinción a corto plazo. El proceso puede tomar más de un mes debido al uso de faxes en los consulados en Egipto.

### Páginas de información de identidad
La información del pasaporte egipcio aparece en la tapa dura e incluye los datos como se muestra en el siguiente orden: 
- Foto del titular del pasaporte
- Tipo [de documento, que es "P" para "pasaporte"]
- Código [del país emisor, que es "EGY" para "República Árabe de Egipto"]
- Número del Pasaporte.
- Nombre completo
- Fecha de nacimiento
- Lugar de nacimiento
- Nacionalidad
- Sexo
- Fecha de emisión
- Fecha de expiración
- Oficina emisora
- Número de identificación nacional (en árabe)
- Profesión
- Nombre del esposo y nacionalidad (en árabe) solo mujeres casadas
- Estado militar (en árabe): solo hombres
- Dirección (en árabe)
- Zona legible por máquina
- Código de barras PDF417 (codifica el código legible por máquina + número de serie del pasaporte + número de la oficina emisora)
- No se requiere firma

### Nota de pasaporte
Los pasaportes contienen una nota del estado emisor dirigida a las autoridades de todos los demás estados, identificando al portador como ciudadano de ese estado y solicitando que se les permita pasar y ser tratados de acuerdo con las normas internacionales. Las partes textuales de los paspportes egipcios están impresas en inglés y árabe. La nota dentro de los estados de pasaportes egipcios, en español: 
El Ministro de Relaciones Exteriores solicita a todos los interesados que permitan que el portador de este Pasaporte pase, lo asista y lo proteja cuando sea necesario.

### Idiomas
Las partes textuales de los pasaportes egipcios se imprimían tradicionalmente en árabe y francés, incluso durante y después de la unión de la República Árabe Unida con Siria. Recientemente, el inglés ha tomado el lugar del francés, que ya no aparece en el pasaporte.

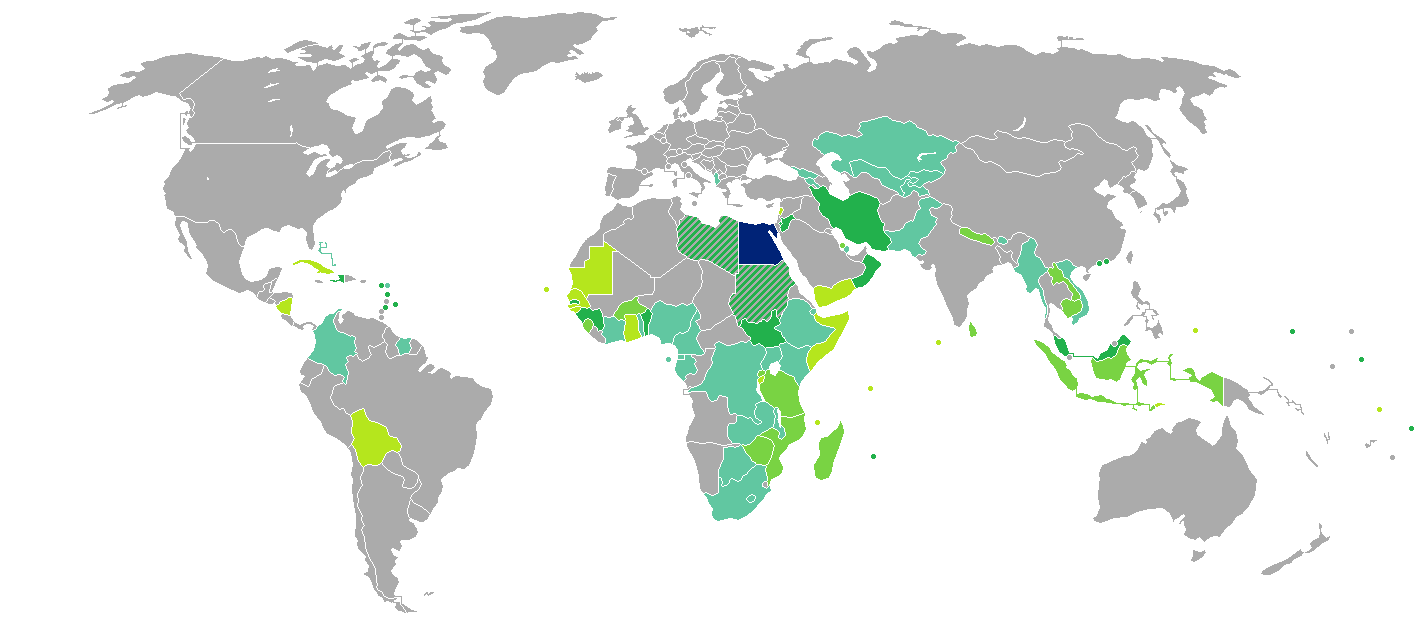
Requisitos de visa para ciudadanos egipcios
Egipto
Sin visa
Visa a la llegada
Se requiere autorización electrónica o pago en línea/eVisa

Los requisitos de visa para los ciudadanos egipcios son restricciones administrativas de entrada por parte de las autoridades de otros estados asignados a ciudadanos de Egipto. En 2016, los ciudadanos egipcios tenían acceso sin visa o con visa a la llegada a 49 países y territorios, lo que clasificó el pasaporte egipcio en el lugar 88 del mundo según el Índice de restricciones de Visa.